# Barosaurus
A Barosaurus (jelentése 'nehéz gyík', az ógörög βαρυς / barüsz 'nehéz' és σαυρος / szaürosz 'gyík' szavak összetételéből) a jóval ismertebb Diplodocus közeli rokonságába tartozó óriás, hosszú nyakú és farkú növényevő dinoszaurusz. A maradványait a Morrison-formáció késő jura kori rétegében fedezték fel, öt más sauropoda: a Diplodocus, az Apatosaurus, a Camarasaurus, a Brachiosaurus és a Haplocanthosaurus, valamint a húsevő Allosaurus és a páncélos dinoszaurusz, a Stegosaurus mellett, a 2-5. sztratigráfiai zónákban.

## Anatómia

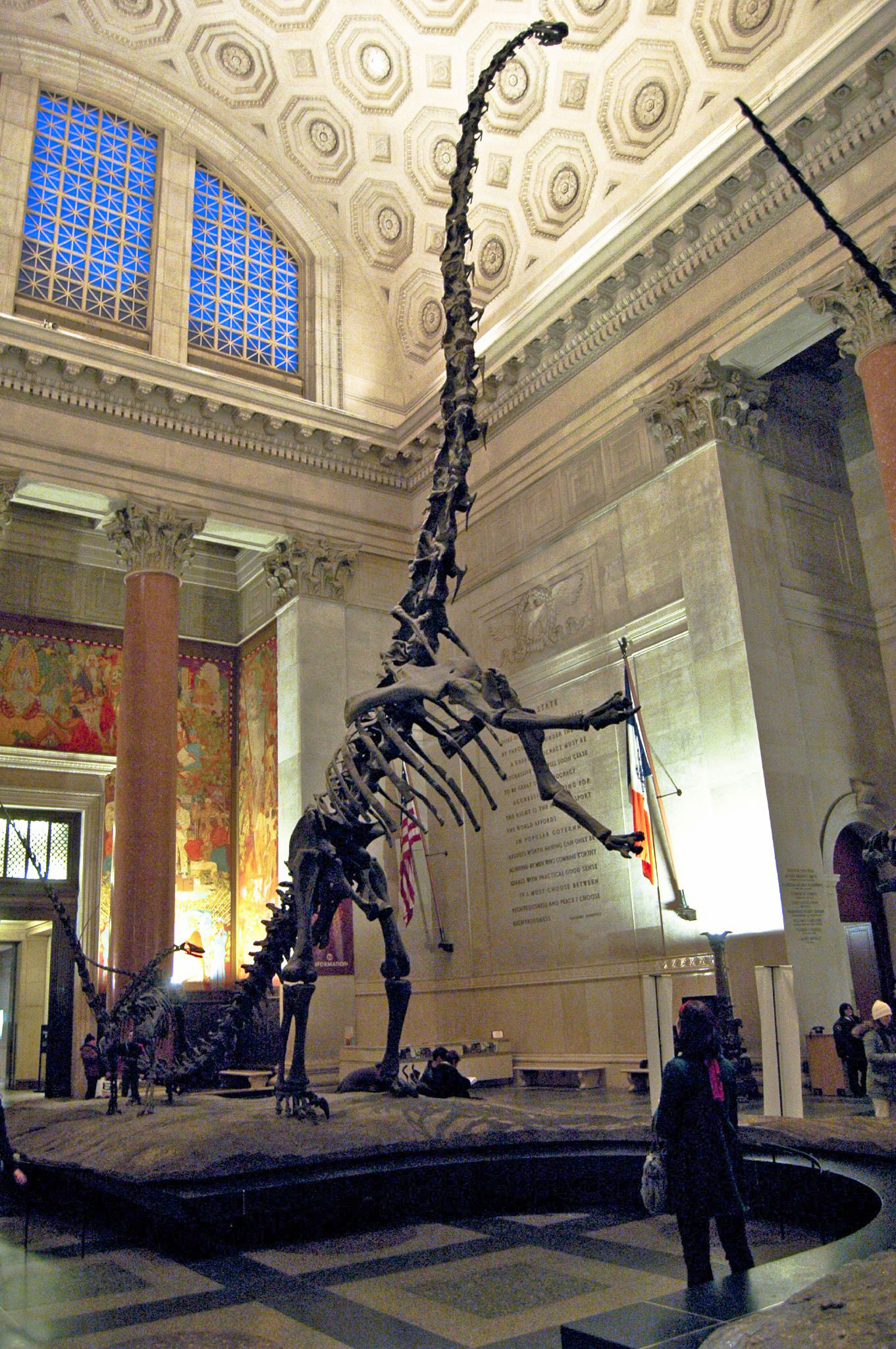
A New York-i Amerikai Természetrajzi Múzeumban (American Museum of Natural) felállított ágaskodó Barosaurus alulnézetből

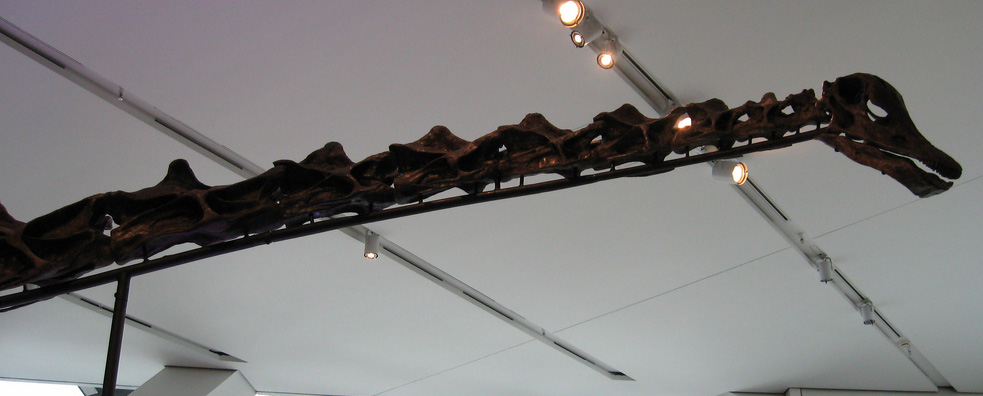
A Barosaurus feje és nyaka a Royal Ontario Múzeumban

A Barosaurus hatalmas állat volt, egyes felnőtt példányai több mint 25–27 méter hosszúak és 12–20 tonna tömegűek voltak. A hosszabb nyakú és rövidebb farkú Barosaurus arányai eltértek közeli rokonáétól, a Diplodocusétól, de a hossza körülbelül ugyanakkora volt. Nagyobb hosszúságot ért el, mint az Apatosaurus, a csontváza azonban kevésbé volt robusztus.
A sauropoda koponyák ritkán őrződnek meg, és a Barosaurus koponyáját még nem fedezték fel. A rokonságába tartozó diplodocidák, az Apatosaurus és a Diplodocus hosszú, alacsony koponyával rendelkeztek, cölöpszerű fogaik az állcsontjuk elejére korlátozódtak.
A Barosaurus legegyedibb csontváz jellemzői a csigolyák, de teljes gerincoszlopot sosem találtak. A Diplodocusnak és az Apatosaurusnak 15 nyak- és 10 hátcsigolyája volt, míg a Barosaurus csak 9 hátcsigolyával rendelkezett. Az egyik hátcsigolyája talán nyakcsigolyává vált, így 16 nyakcsigolyája lett. A Barosaurus nyakcsigolyái a Diplodocuséra hasonlítottak, de 60%-kal hosszabbak voltak. A csigolyák tetejéből kiálló csigolyatüskék nem voltak olyan magasak vagy összetettek, mint a Diplodocuséi. A nyakcsigolyával ellentétben a Barosaurus hátcsigolyái (farokcsigolyái) rövidebbek voltak, mint azok, amelyekkel a Diplodocus rendelkezett, így a farok lerövidült. A farok alján elhelyezkedő tövisnyúlványok elágaztak és egy feltűnő, előrefelé álló, a Diplodocuséhoz nagyon hasonló tüske tartozott hozzájuk. A farok valószínűleg az Apatosauruséra, a Diplodocuséra és a többi sauropodáéra emlékeztető hosszú ostorban végződött, melyek közül némelyik 80 csigolyából állt.
A Barosaurus végtag csontjai virtuálisan megkülönböztethetetlenek a Diplodocusétól. Mindkét állat négy, oszlopszerű, a hatalmas tömeg megtartásához alkalmazkodott lábon állt. A Barosaurus mellső lábai a többi diplodocidáénál aránylag hosszabbak, de a többi sauropoda csoporténál még mindig rövidebbek voltak. A csuklónál egyetlen félholdas kéztőcsont volt, a kézközépcsontok pedig jóval vékonyabbak voltak a Diplodocusénál. A Barosaurus lábfejét sosem találták meg, de más sauropodákhoz hasonlóan a karomban végződő lábujjain járhatott, melyek közül mindegyik lábfején öt helyezkedhetett el. A kézfej legbelső lábujján egy nagy karmot viselt, míg a három belső lábujján csak kisebb karmok voltak.

## Osztályozás és rendszertan
A Barosaurus a Diplodocidae sauropoda család tagja, és néha a Diplodocus mellett, a Diplodocinae alcsaládban helyezik el. A diplodocidák jellemzője a hosszú, több mint 70 csigolyából álló farok, a többi sauropodáénál rövidebb mellső lábak és a koponya több jellegzetessége. A Barosaurushoz és a Diplodocushoz hasonló diplodocinák jóval az apatosaurináknál és más diplodocidáknál karcsúbb testtel, valamint hosszabb nyakkal és farokkal rendelkeznek.
A Diplodocidae rendszertana (evolúciós kapcsolatai) egyre nyilvánvalóbbak. A Diplodocust sokáig a Barosaurus legközelebbi rokonának tekintették. A Barosaurus monospecifikus, azaz csak egyetlen fajt, a B. lentust tartalmazza, míg a Diplodocushoz legalább három faj tartozik. Egy másik diplodocidanem, a Seismosaurus, sok őslénykutató szerint a Diplodocus fiatal szinonimája, egy lehetséges negyedik faj. A Tornieriát (korábban „Barosaurus” africanus) és a híres tanzániai Tendaguru medencéből származó Australodocust szintén diplodocinaként osztályozták. A meghosszabbodott nyakcsigolyákkal rendelkező Tornieria talán a Barosaurus közeli rokonságába tartozik. A diplodocidák másik alcsaládja, az Apatosaurinae az Apatosaurust és a Supersaurust tartalmazza. A korai nemet, a Suuwassea-t egyesek apatosaurinának tekintik, míg mások szerint a Diplodocoidea öregcsalád bazális tagja. A diplodocidák fosszíliáit Észak-Amerika, Európa és Afrika területén is megtalálták. A Dicraeosauridae és Rebbachisauridae családok a Diplodocoidea távoli, csak a déli kontinenseken élt rokonságába tartoznak.

## Felfedezés és elnevezés

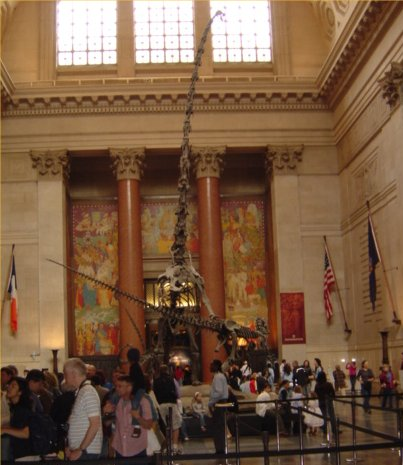
Az utódait felágaskodva védelmező Barosaurus, a New York-i Amerikai Természetrajzi Múzeum (American Museum of Natural History) Theodore Roosevelt emlékrotundában

Az első Barosaurus maradványokat a Yale Egyetemen dolgozó Othniel Charles Marsh és John Bell Hatcher fedezte fel a Morrison-formációban, Dél-Dakotában, 1889-ben. Ekkor csak hat farokcsigolyát találtak meg, melyek a típuspéldányt (a Peabody Természetrajzi Múzeum YPM 429 jelzésű leletét) alkotják, melynek Marsh a Barosaurus lentus nevet adta az ógörög βαρυς / barüsz 'nehéz' és σαυρος/szaürosz 'gyík', valamint a latin lentus 'lassú' szavak összetételével. A típuspéldány további részét a lelőhelyen hagyták a telektulajdonos őrizetére bízva, azonban kilenc évvel később, 1898-ban Marsh munkatársa, George Wieland visszatért a begyűjtésük céljából. Marsh leírást készített az új maradványokról, melyek között csigolyák, bordák és végtag csontok is voltak, és a Barosaurust első alkalommal diplodocidaként sorolta be. A halála előtt megjelent utolsó cikkében két, Wieland által talált kisebb lábközépcsont alapján egy új fajt hozott létre B. affinis néven, de ez később a B. lentus fiatalabb szinonimájává vált.
A 20 század kezdetén a pittsburghi Carnegie Természetrajzi Múzeum (Carnegie Museum of Natural History) egy fosszíliavadászt, Earl Douglasst küldte Utah államba, a napjainkban Dinosaur National Monument néven ismert Carnegie-lelőhely feltárására. 1912-ben egy Diplodocus példány közelében négy, egyenként 1 méter hosszú nyakcsigolya került elő, de pár évvel később William Jacob Holland felismerte, hogy egy másik fajhoz tartoznak. Időközben a Yale-en befejeződött a Barosaurus típuspéldányának preparálása, melyről Richard Swann Lull 1919-ben teljes leírást készített. Lull leírása alapján, Holland a Barosaurushoz kapcsolta a csigolyákat (a CM 1198 jelzésű leletet), egy Douglass által 1918-ban talált második csontvázzal (a CM 11984-gyel) együtt. Ez a második Carnegie példány a Dinosaur National Monument sziklafalában maradt, és az 1980-as évekig nem is preparálták.
A legteljesebb Carnegie-lelőhelyről származó Barosaurus példányt 1923-ban, az akkoriban a Utahi Egyetemen dolgozó Douglass fedezte fel, a U.S. Steelt megalapító és a korábbi, pittsburghi munkáját finanszírozó Andrew Carnegie halála után. Az egyed maradványait három különböző intézet között osztották szét. A hátcsigolyák és a bordák többsége, a medence, a hátsó láb és a farok nagy része a Utahi Egyetemre, a nyakcsigolyák, a hátcsigolyák egy része, a vállöv és a mellső lábak a washingtoni Nemzeti Természetrajzi Múzeumba (National Museum of Natural History), a farokcsigolyák kis része pedig a pittsburghi Carnegie Múzeumba kerültek. 1929-ben Barnum Brown az összes maradványt átszállíttatta a New York-i Amerikai Természetrajzi Múzeumba (American Museum of Natural History), ahol jelenleg is találhatók. A példány (az AMNH 6341 jelzésű lelet) másolatát vitatott módon a múzeum előcsarnokában állították fel, felágaskodott helyzetben, kicsinyét védve egy portyázó Allosaurustól.
Később Dél-Dakotában több csigolyát és medencét is felfedeztek. Ez a leletanyag (az SDSM 2521 és 25331) a Rapid Cityben levő Dél-Dakotai Bányászati és Technológiai Iskola (South Dakota School of Mines and Technology) gyűjteményébe került. 2007-ben David Evans, őslénykutató, a torontói Royal Ontario Múzeum kurátora egy elfeledett, részleges Barosaurus csontvázra bukkant a múzeum gyűjteményében. Ezt a példányt (a ROM 3670 jelzésű leletet) a 20. század elején Earl Douglass találta meg a Carnegie-lelőhelyen, az intézmény pedig 1962-ben megvette a Carnegie Múzeumtól. A példány sosem került kiállításra, ehelyett újrafelfedezéséig 45 évre a raktában maradt. Jelenleg a Royal Ontario Múzeum dinoszaurusz kiállításának egyik központi darabja. John McIntosh szerint ez a csontváz ugyanahhoz az egyedhez tartozik, amelyet a Carnegie Múzeum gyűjteményében levő (CM 1198 jelzésű) négy nyakcsigolya képvisel.

### Afrikai felfedezések
1907-ben a német őslénykutató, Eberhard Fraas két sauropoda csontvázát fedezte fel egy expedíció során a Tendaguru medencében, Német Kelet-Afrika területén (a mai Tanzániában). Mindkét példányt az új Gigantosaurus nembe sorolta be, külön fajként (G. africanus és G. robustus néven). A nem nevét azonban már lefoglalták egy angol sauropoda töredékes maradványai számára. Emiatt 1911-ben mindkét példányt egy új, Tornieria nevű nembe helyezték át. E maradványok és más, a meglehetősen gazdag lelőhelyként ismert Tendaguru medencéből származó sauropoda fosszíliák további tanulmányozásáig Werner Janensch ismét áthelyezte a példányokat, ezúttal az amerikai Barosaurus nembe. 1991-ben, a „Gigantosaurus” robustusról kiderült, hogy egy titanosaurus így J. robusta néven az új Janenschia nembe került. Időközben több őslénykutatóban is felmerült, hogy a „Barosaurus” africanus szintén különbözik az észak-amerikai nemtől, amit a leletanyagról készül új, 2006-os leírás is igazolt. Az afrikai faj, amely a Barosaurus lentus és a Diplodocus közeli rokonságába tartozik, jelenleg Tornieria africana néven ismert.

## Ősökológia
A Barosaurus maradványai a Nagy síkság és a Sziklás-hegység között található Morrison-formációra korlátozódnak. A radiometrikus kormeghatározás, valamint a biosztratigráfiás és paleomagnetikus vizsgálatok alapján a Morrison a késő jura kori kimmeridge-i és kora tithon korszakok idején, körülbelül 155–148 millió évvel ezelőtt keletkezett. A Barosaurus fosszíliái a késő kimmeridge-i korszakbeli üledékben találhatók meg, melyek nagyjából 150 millió évesek.
A Morrison-formációban a Jeges-tenger egykori déli ágát képező, és Észak-Amerikát a mai Colorado államig elborító ősi Sundance-tenger szélén levő folyami árterek őrződtek meg. A Barosaurus kifejlődése idején a tektonikus lemez nyugaton történő emelkedésének hatására a tenger észak felé visszahúzódott a mai Kanada területére. A Morrison üledékei lemosódnak az Nevadai orogenezis során felemelkedett, és napjainkban erodálódó nyugati hegyekből. A késő jura korban a légkör igen nagy szén-dioxid tartalma üvegházhatás révén bolygószerte magas hőmérsékletet eredményezett. Egy tanulmány becslése szerint a CO2 koncentráció 1120 ppm, míg a téli átlaghőmérséklet Észak-Amerikában 20 °C, a nyári átlaghőmérséklet pedig 40–45 °C lehetett. Egy újabb tanulmány még magasabb, 3180 ppm CO2 koncentrációt valószínűsített. A magas hőmérséklet egész évben jelentős párolgást, és esetleg a nyugati hegyek irányából esőárnyék hatást idézhetett elő, amitől félszáraz, időszakos eső jellemezte éghajlat alakult ki.

## Fordítás
- Ez a szócikk részben vagy egészben a Barosaurus című angol Wikipédia-szócikk ezen változatának fordításán alapul.  Az eredeti cikk szerkesztőit annak laptörténete sorolja fel. Ez a jelzés csupán a megfogalmazás eredetét és a szerzői jogokat jelzi, nem szolgál a cikkben szereplő információk forrásmegjelöléseként.